# Carniti
Carniti is een Italiaans historisch merk van motorfietsen.
Het Italiaanse merk Carniti, later bekend van motorboten, presenteerde in 1953 een door Pietro Vassena ontworpen "automotorscooter". Het apparaat leek inderdaad op een scooter, maar was voorzien van twee aparte zitplaatsen met elk een eigen rugsteun. Er zaten normale motorwielen in.
De machine werd aangedreven door een 186cc-driecilinder met liggende cilinders. Heel bijzonder was de aandrijving, die geschiedde door twee assen die twee gummirollen aandreven. Deze stonden weer in contact met de schijfvelg. De rollen konden door de bestuurder meer naar het centrum van deze schijf worden gebracht, waardoor er een variabele transmissie ontstond. Hoewel testritten goed verliepen en de automotorscooter er ook goed uitzag, kwam het nooit tot serieproductie. Vassena, die al bekend was van de merken Faini en Vassena, ging onder de naam IMV tweetakten produceren.